# S-Bahn Steiermark
Die S-Bahn Steiermark (anfangs auch „S-Bahn Graz“ genannt) ist ein Nahverkehrsprojekt, das den Großraum Graz und den Zentralraum Obersteiermark mit dem Rest der Steiermark verbindet. An diesem Projekt wird seit 1998 gearbeitet. Die Inbetriebnahme erfolgte am 9. Dezember 2007.
Die Fertigstellung soll bis 2026 erfolgen. Künftig soll die S-Bahn bessere Verbindungen im 15- beziehungsweise 30-Minuten-Takt sowie klimatisierte und niederflurige Züge bieten. Momentan (Fahrplan 2017) fährt aber zum Beispiel sonntags nur stündlich ein Zug zwischen dem Flughafen und der Stadt Graz. Der 30-Minuten-Takt wird durch den Regionalbusverkehr aufrechterhalten. Durch die Attraktivierung des Schienennahverkehrs konnten die Fahrgastzahlen deutlich gesteigert werden, was dem Ziel entspricht, dem vermehrten motorisierten Individualverkehr mit öffentlichen Verkehrsmitteln entgegenzuwirken.

## Linien
Die Linienbezeichnungen der S-Bahn im Großraum Graz orientieren sich an den bereits vorhandenen Regionalbus-Korridoren der Verbund Linie, bei der dreistellige Linienbezeichnungen vergeben sind, die je nach Einzugsbereich identische Hunderterstellen tragen. Die S-Bahn-Hauptlinien werden mit jeweils diesen einstellig, davon abzweigende Nebenlinien zweistellig bezeichnet. Bei letzteren bleibt die Zehnerstelle unverändert, und die Einerstelle wird von Graz ausgehend fortlaufend gezählt. Jeder Hauptlinie ist zusammen mit ihren Nebenlinien eine Farbe zugeordnet.
| Linie             | Linienverlauf                                                   | Strecken                            | Betriebsführung | Inbetriebnahme                        |
| ----------------- | --------------------------------------------------------------- | ----------------------------------- | --------------- | ------------------------------------- |
| S-Bahn Steiermark | Graz – Peggau-Deutschfeistritz – Frohnleiten – Bruck an der Mur | Südbahn                             | ÖBB             | 9. Dez. 2007                          |
| S-Bahn Steiermark | (Graz) – Peggau-Deutschfeistritz – Deutschfeistritz – Übelbach  | (Südbahn) Peggau–Übelbach           | StB             | 9. Dez. 2007                          |
| S-Bahn Steiermark | Graz – Gleisdorf – Feldbach – Fehring                           | Steirische Ostbahn                  | ÖBB             | 12. Dez. 2010                         |
| S-Bahn Steiermark | (Graz) – Gleisdorf – Weiz                                       | (Steirische Ostbahn) Gleisdorf–Weiz | StB             | 12. Dez. 2010                         |
| S-Bahn Steiermark | Graz – Leibnitz – Spielfeld-Straß                               | Südbahn                             | ÖBB             | 9. Dez. 2007                          |
| S-Bahn Steiermark | (Graz) – Spielfeld-Straß – Bad Radkersburg                      | (Südbahn) Radkersburger Bahn        | ÖBB             | 9. Dez. 2007                          |
| S-Bahn Steiermark | Graz – Werndorf – Wies-Eibiswald (*)                            | Südbahn Koralmbahn Wieserbahn       | GKB             | 12. Dez. 2010                         |
| S-Bahn Steiermark | Graz – Lieboch – Wies-Eibiswald (*)                             | Köflacherbahn Wieserbahn            | GKB             | 9. Dez. 2007 (bis 11. Dez. 2010 „S6“) |
| S-Bahn Steiermark | Graz – Lieboch – Köflach                                        | Köflacherbahn                       | GKB             | 9. Dez. 2007                          |
| S-Bahn Steiermark | Unzmarkt – Leoben – Bruck an der Mur                            | Rudolfsbahn Bruck an der Mur–Leoben | ÖBB             | 11. Dez. 2016                         |
| S-Bahn Steiermark | Bruck an der Mur – Kapfenberg – Mürzzuschlag                    | Südbahn                             | ÖBB             | 11. Dez. 2016                         |

(*) Seit dem Fahrplanwechsel am 12. Dezember 2010 wird die  statt über Lieboch über die Südbahn und Koralmbahn geführt, womit nun auch die neue Haltestelle Hengsberg bedient wird. Die Fahrzeit auf der Verbindung Graz – Deutschlandsberg wurde damit von 55 auf 40 Minuten verkürzt.

## Fahrzeuge
Für den Betrieb werden derzeit Fahrzeuge der Typen ÖBB 5022, ÖBB 4024, ÖBB 4744, CityShuttle-Wendezüge, StB 4062, StB 4481, StB 5062, StB 643, GKB DoStos und GKB 5063 eingesetzt.
| Fahrzeugtyp  | Linien            | Anmerkung                                                                                                  | Foto |
| ------------ | ----------------- | --- | ---- |
| ÖBB 4024     | *, , *            | Einsatz auf den mit * gekennzeichneten Linien hauptsächlich an Wochenenden, Feiertagen und im Abendverkehr |      |
| ÖBB 4744     | ,                 | |      |
| ÖBB 5022     | *, , *,           | Einsatz auf den mit * gekennzeichneten Linien hauptsächlich als Ersatzfahrzeug                             |      |
| CS-Wendezüge | ,                 | Einsatz hauptsächlich zur Hauptverkehrszeit                                                                |      |
| StB 4062     | S-Bahn Steiermark | |      |
| StB 5062     | S-Bahn Steiermark | |      |
| StB 643      | S-Bahn Steiermark | Gebrauchtfahrzeuge aus Deutschland                                                                         |      |
| StB 4481     | S-Bahn Steiermark | Ersatzfahrzeug                                                                                             |      |
| GKB 5063     | ,                 | |      |
| GKB DoStos   | ,                 | Einsatz hauptsächlich zur Hauptverkehrszeit                                                                |      |

### Ehemalige Fahrzeuge

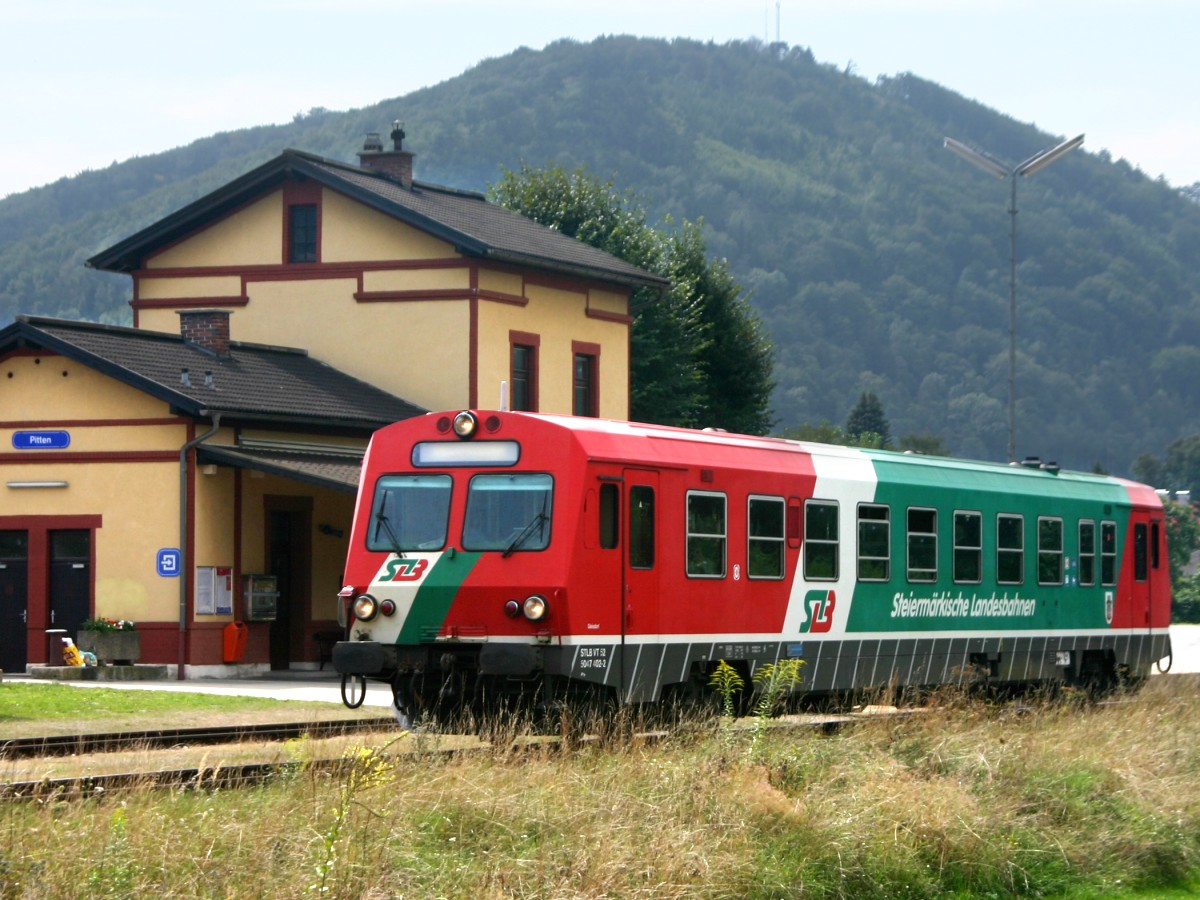
Ehemalige Triebzüge der Reihe 5047 der Steiermarkbahn.

Obwohl die S-Bahn Steiermark ein relativ junges S-Bahn-System ist, kam es seit Start der S-Bahn bereits zu zahlreichen Fahrzeugausmusterungen, meist aufgrund der Anschaffung von Neufahrzeugen.
- Auf den Linien , , , , und  sowie auf der RegioBahn Linie  (heute ) waren in den ersten Jahren der S-Bahn in den Sommermonaten noch Schlierenwagen anzutreffen. Diese wurden eingesetzt, da sie über zusätzlichen Platz für Fahrräder verfügten. Sie standen bis zum Umbau einiger CityShuttle-Wagen zu den bekannten RegioBike-Wagen, mit Fahrradabteil, im Einsatz.

- Auf den Linien  und  setzte die GKB bis 2013 die in den 1980er Jahren gebauten Triebwagen der Reihe 5070 ein. Sie wurden durch Stadler GTW (Baureihe 5063) ersetzt.

- Auf der Linie  fuhr bis 2009 der StB-Triebwagen ET14 (damals StLB), der von der SZU übernommen wurde und dort bis 1996 mit der Nummer BDe 4/4 91 auf der Zürcher S-Bahnlinie S4 eingesetzt wurde. Er wurde in Folge eines Motorschadens abgestellt und verkauft.

- Auf der  fuhren bis Ostern 2014 im Schülerverkehr ehemalige Schweizer Einheitswagen. Sie wurden durch von den ÖBB angekaufte CityShuttle-Wagen ersetzt.
- Ebenfalls auf der  verkehrten bis 2025 Dieseltriebwagen der Reihe 5047, baugleich mit denen der ÖBB. Zuletzt verkehrten die Garnituren ausschließlich in der Hauptverkehrszeit, im Jänner 2025 wurden diese an den Verein Neu Landesbahn verkauft.[3]

## Ausbaustufen
Der Ausbau zur S-Bahn erfolgt in drei Schritten. Derzeit wurden die Ziele der Phasen 1–3 umgesetzt und die S-Bahn ist in Betrieb.

### Phase 1
Mit diesem Schritt (2007/08) wurde eine Attraktivierung des Schienenverkehrs durch Fahrplanverdichtungen in der Frühspitze (in Richtung Zentrum) und im Abendverkehr (in die Regionen) erwirkt. Seit dem Fahrplanwechsel am 9. Dezember 2007 verkehren die Linien , , , ,  und  bereits großteils getaktet. Die Linien  und  waren ebenso ab diesem Zeitpunkt mit einem verdichteten Fahrplan in Betrieb, jedoch noch nicht als S-Bahn-Linien, sondern als R530 und R531 und nicht vertaktet.

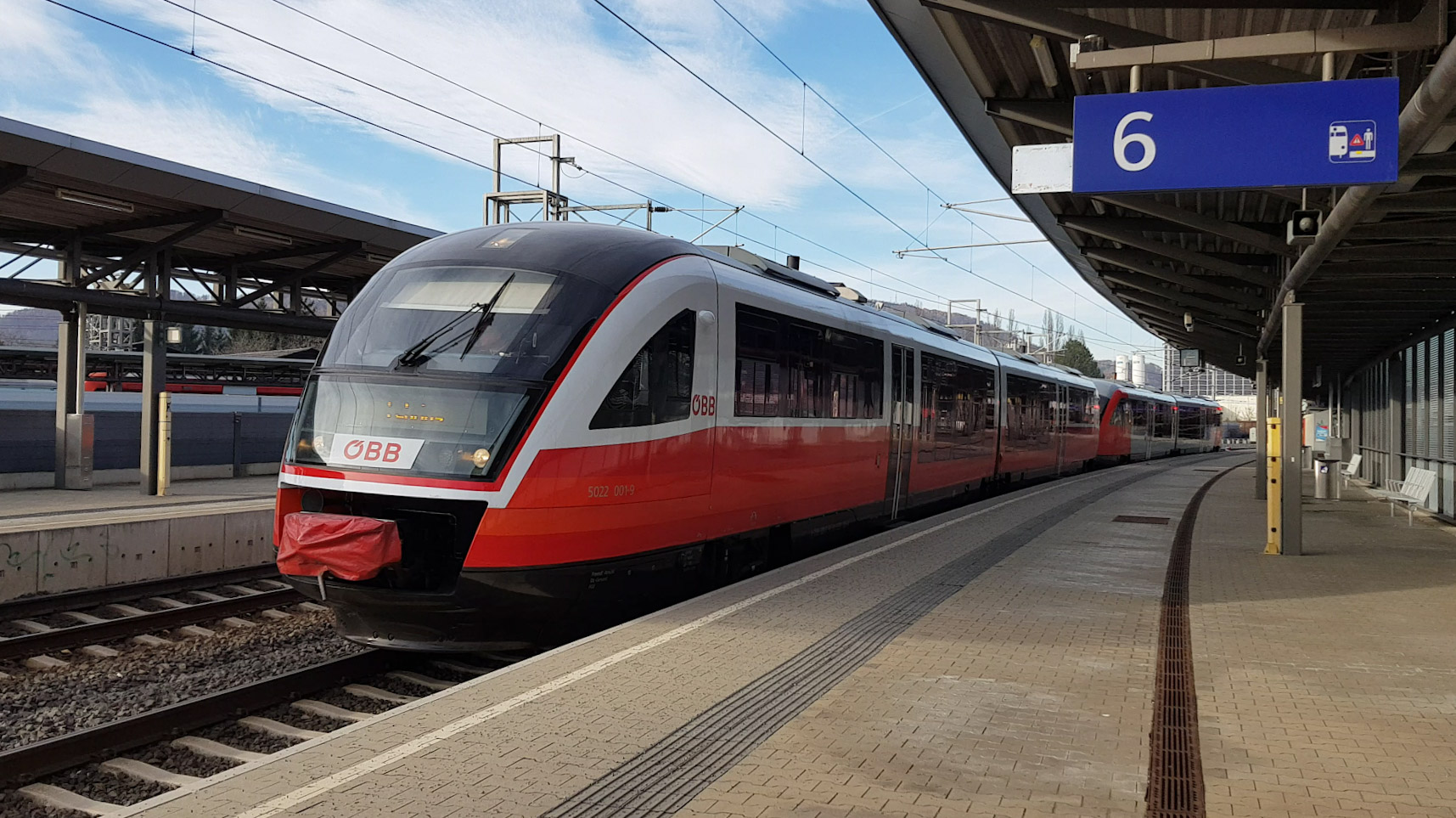
Bahnhof Graz Don Bosco (2017)

Der neu errichtete Bahnhof Graz Don Bosco ist ein wichtiger Umsteigepunkt für aus Süden (Südbahn) und Osten (Ostbahn) kommende Zugpassagiere in der Stadt Graz, da hier einige Buslinien direkt unter dem Bahnhof halten und so eine Entlastung des Hauptbahnhofs und rascheren Transport ins Stadtzentrum ermöglichen.

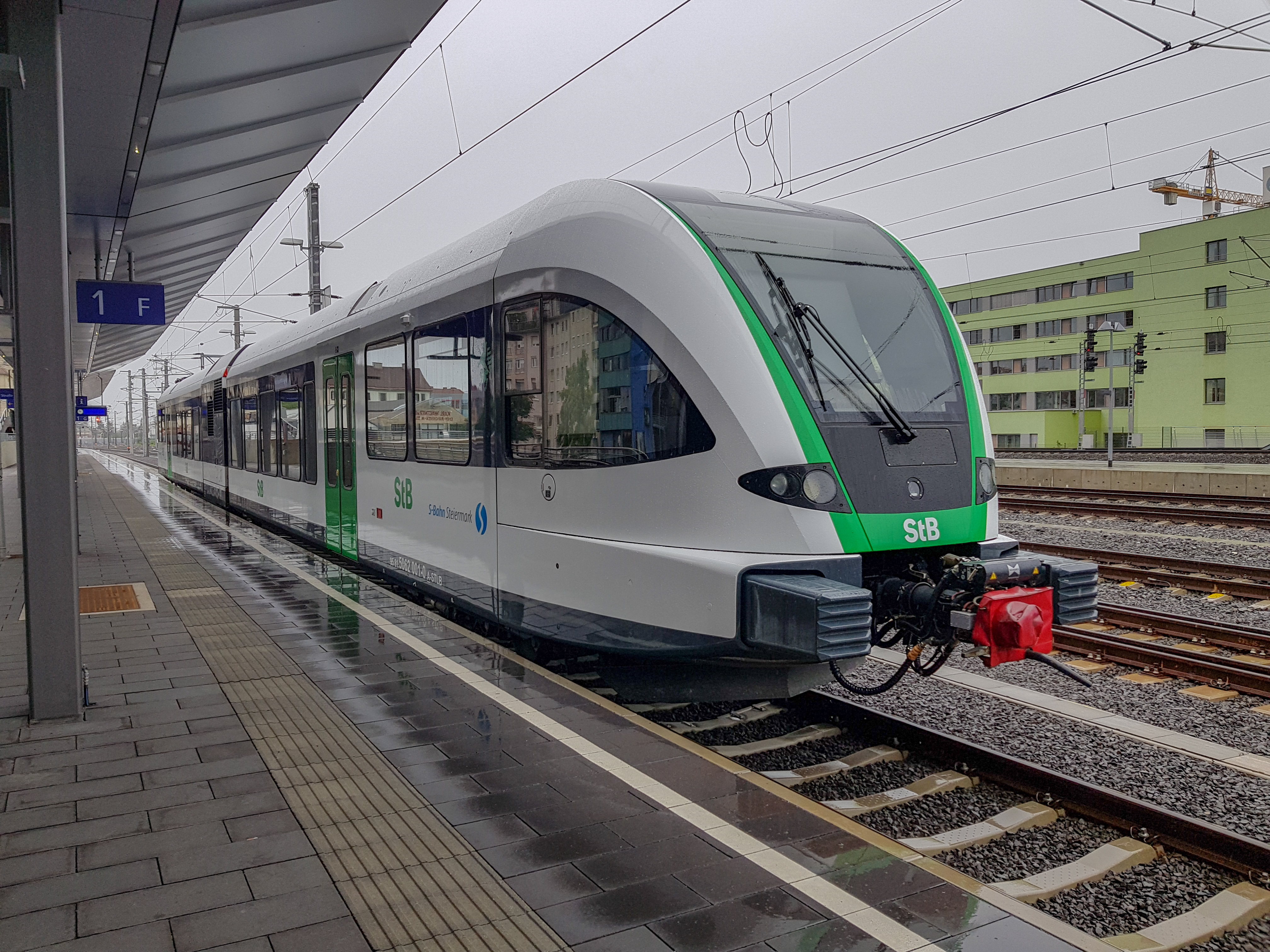
Stadler GTW 5062 001 der Steiermarkbahn und Bus GmbH als in Graz Hauptbahnhof

### Phase 2
Seit Juni 2010 verkehren auf der  zwischen Graz und Bruck/Mur sowie zwischen Graz und Spielfeld-Straß zusätzliche Züge im Halbstundentakt. Stündlich verkehren S-Bahnen, zu Hauptverkehrszeiten im Halb-Stunden-Takt oder nach Bedarf im 15-Minuten-Takt. Überdies verdichten Regionalexpresszüge dieses Angebot.
Seit 12. Dezember 2010 verkehrt die  von Graz nach Wies-Eibiswald über die Südbahn und Koralmbahn statt wie bisher über Lieboch. Damit wurde das erste Teilstück der Koralmbahn in Betrieb genommen, die neue Haltestelle Hengsberg bedient und die Fahrzeit auf der Verbindung Graz–Deutschlandsberg von derzeit 55 auf 40 Minuten verkürzt. Die Stammstrecke über Lieboch wird mit der neuen Linie  bedient.

### Phase 3
In der dritten und letzten Phase ab 2012 sollen alle Bahnverbindungen von und nach Graz mit modernen Triebwagen ausgestattet sein. Darüber hinaus werden die Haltestellen und die Bahnhofsgestaltung vereinheitlicht. Ein kundenfreundliches Informationssystem auf internationalem Standard soll die Fahrgäste unterstützen. Auf eingleisigen Strecken ist noch der Ausbau von Bahnhöfen und Bau von Ausweichen – vor allem auf der Steirischen Ostbahn – notwendig. 18 neue Triebwagen werden angekauft.
Weiters sollte der Obersteirische Zentralraum von Kapfenberg bis Leoben erschlossen werden. Dazu war vorerst eine Linie  geplant, welche als einzige Linie nicht durch das Stadtgebiet von Graz geführt wird beziehungsweise dort endet. Im Oktober 2015 wurde ein neuer Ausbauplan präsentiert, welcher eine  von Unzmarkt bis Bruck an der Mur und eine  von Bruck an der Mur bis Mürzzuschlag ab Fahrplanwechsel 2016/17 vorsah und schließlich umgesetzt wurde.

### Weitere Ausbaupläne

Geplantes Bahnnetz der Steiermark ab Inbetriebnahme der Koralmbahn

Die  wurde bis September 2017 durch das Weizer Stadtzentrum bis zum im Norden der Stadt gelegenen Schulzentrum verlängert und zwei neue Haltestellen errichtet. Am 10. September 2018 wurde der Zugverkehr zu diesen Haltestellen, Weiz Zentrum und Weiz Nord, aufgenommen.
Mit der Fertigstellung des Bahnhofs in Frohnleiten, welcher von 2 auf 3 Bahnsteiggleise erweitert wurde, ist zukünftig geplant, den Verkehr auf der  zwischen Graz und Frohnleiten zu verdichten, da der südliche Abschnitt auf dieser S-Bahnlinie stärker genutzt ist als der nördliche.
Weiters gibt es Pläne, die Linien  und  bis Eibiswald zu verlängern und die Strecken der ,  und  zu elektrifizieren.
Bis Dezember 2025 sollten die Köflacherbahn und die Wieserbahn elektrifiziert werden, gleichzeitig mit Inbetriebnahme der Koralmbahn soll die Elektrifizierung abgeschlossen sein. Nach derzeitigem Stand soll nur die  bis 2025 vollständig elektrifiziert sein und mit 3. August 2025 den elektrischen Betrieb aufnehmen. Das restliche GKB-Netz folgt schrittweise bis 2028. Im Zuge der Elektrifizierung der GKB ist auch die Einrichtung einer neuen Linie S71 vom Grazer Hauptbahnhof zum neu zu errichtenden Nahverkehrsknoten Seiersberg geplant.
Im Zuge des Baues der Koralmbahn wurde im Bereich des Flughafens Graz eine Unterflurtrasse gebaut, jedoch vorerst ohne eine Haltestelle beim Flughafen.

#### Citytunnel Graz

Geplantes Betriebskonzept des regionalen Bahnnetzes im Großraum Graz im Vollausbau inklusive Innenstadttunnel

Am 7. November 2022 präsentierte die Grazer Vizebürgermeisterin Judith Schwentner Pläne zum möglichen Ausbau des Bahnnetzes im Steirischen Zentralraum in und um die Landeshauptstadt Graz. Aus einer von Willi Hüsler durchgeführten Studie ging die Errichtung eines ca. 5,5 km langen Eisenbahntunnels durch die Grazer Innenstadt sowie oberirdischer Neubau- und Zulaufstrecken als geeignetste Lösung hervor.
Der Tunnel soll vor dem Hauptbahnhof abtauchen und über die drei Tiefbahnhöfe Graz Hauptbahnhof, Graz Zentrum und Graz Messe am Grazer Ostbahnhof wieder in das Bestandsnetz münden. Die Studie geht von der Errichtung der geplanten Verbindungsstrecke zwischen Koralmbahn und Steirischer Ostbahn aus und sieht deren Einbindung in das S-Bahnnetz vor, weiters ist die Errichtung einer Neubaustrecke nach Fernitz geplant. Inklusive der zwei geplanten neuen Stationen im Innenstadttunnel sieht der Plan die Errichtung von 13 neuen Bahnhöfen und Haltestellen im Grazer Stadtgebiet sowie weiterer Stationen im Umland von Graz vor.

## Siehe auch

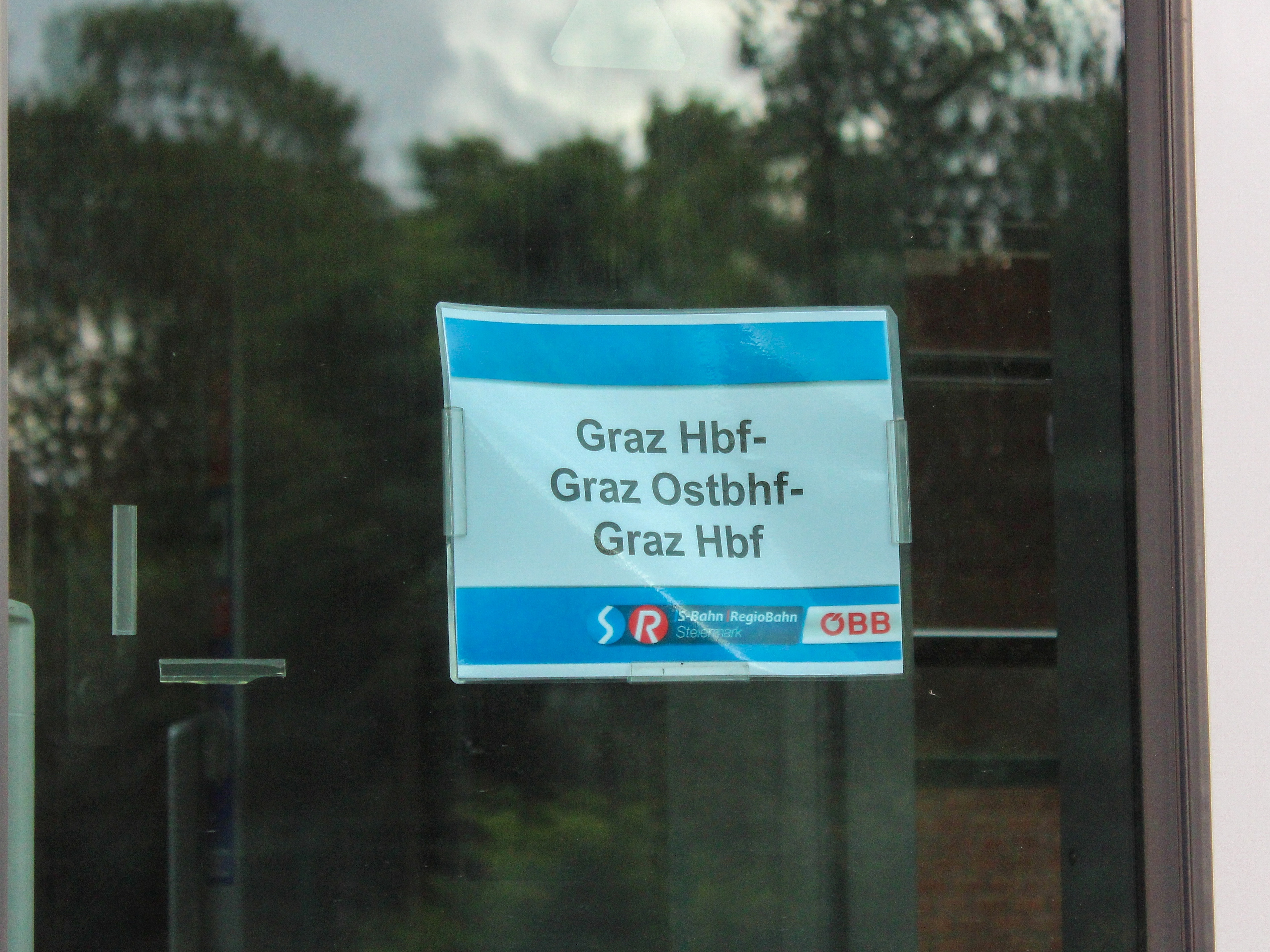
Beispiel für ein Zuglaufschild der S-Bahn Steiermark.